# Daniel De Luce
Daniel De Luce (* 8. Juni 1911 in Yuma, Arizona; † 29. Januar 2002 in Escondido) war ein amerikanischer Journalist.

## Leben und Tätigkeit
Nach dem Besuch der Los Angeles High School studierte De Luce Wirtschaft an der University of California, die er 1934 mit einem Bachelor-Abschluss verließ. Noch vor dem Beginn seines Studiums hatte er angefangenen für das Büro der Associated Press in San Francisco zu arbeiten (zunächst als Bürobote). Während seines Studiums arbeitete er dann nebenbei für die Los Angeleser Zweigstelle der AP, außerdem für die Zeitung Los Angeles Examiner.
In den 1930er Jahren wurde er Auslandskorrespondent für die Associated Press. 1939 war er in Budapest stationiert: Von dort reiste er nach Polen, um über die dortigen Kampfhandlungen nach dem deutschen Überfall auf diesen Staat zu berichten. In den folgenden Jahren berichtete er nacheinander über den italienischen Angriff auf Albanien, den griechisch-italienischen Krieg, die Kämpfe der britischen 1. Armee gegen das deutsche Afrikakorps in Tunesien, die amerikanische Invasion Siziliens und des italienischen Festlandes (1943).
Als De Luces größter journalistischer Erfolg wird zumeist ein Coup angesehen, den er im September 1943 landete: Zu diesem Zeitpunkt überquerte er von Italien aus die Adria mit einem kleinen Boot und landete in Dalmatien, um von dort über den Kampf der jugoslawischen Partisanenbewegung gegen die deutschen Besatzungstruppen zu berichten. Er war damit der erste westliche Journalist, der seit der Besetzung des Landes durch die deutsche Wehrmacht im Jahr 1941 Berichte aus ihm lieferte. Für diese Leistung wurde er 1944 mit dem Pulitzer-Preis in der Kategorie „Telegraphic Reporting (International)“ ausgezeichnet.
1944 war DeLuce der erste amerikanische Journalist, der seit 1941 aus Rom berichtete, nachdem dieses in diesem Jahr von den alliierten Armeen besetzt worden war. Nach dem Krieg berichtete er u. a. über die Nürnberger Prozesse.
Von 1947 bis 1948 berichtete De Luce aus Jordanien über den Arabisch-israelischen Krieg. Anschließend wurde er Bürochef der AP in Frankfurt am Main.
Seit 1956 war De Luce im Hauptquartier der AP in New York City tätig, zuletzt als stellvertretender General Manager. 1976 ging er in den Ruhestand.
1980 ließ De Luce sich in Rancho Bernardo bei San Diego nieder. Er starb im Januar 2002 im Palomar Medical Center in Escondido an den Folgen eines Sturzes, den er einige Tage zuvor in seinem Haus erlitten hatte.
De Luce war verheiratet mit Alma.